# Pavlova Ves
Pavlova Ves (Hongaars: Pálfalu) is een Slowaakse gemeente in de regio Žilina, en maakt deel uit van het district Liptovský Mikuláš.
Pavlova Ves telt 260 inwoners.